# TRIZ
TRIZ é uma sigla russa para теория решения изобретательских задач, teoriya resheniya izobretatelskikh zadatch, que significa "teoria da resolução inventiva de problemas". Foi desenvolvida pelo inventor  e autor de ficção científica soviético Genrich Altshuller  e seus colaboradores, a partir de 1946. Em inglês, o nome é geralmente apresentado como "the theory of inventive problem solving", e às vezes, pelo seu acrônimo TIPS.  
Seguindo a intuição de Altshuller, a teoria foi desenvolvida sobre uma vasta base de pesquisa, abrangendo centenas de milhares de invenções em muitas áreas diferentes, para produzir uma teoria que define (i) os padrões generalizáveis na natureza das soluções inventivas e (ii) as características distintivas dos problemas que essas invenções superaram.
Esta pesquisa chegou a  três conclusões pincipais. A primeira, que os problemas e soluções se repetem entre as indústrias e as ciências; a segunda, que os padrões de evolução técnica também se repetem entre as indústrias e as ciências; e a terceira e última conclusão básica é que as inovações usaram efeitos científicos externos ao campo em que foram desenvolvidas. Na aplicação da TRIZ todas essas descobertas são utilizadas para criar e melhorar os produtos, serviços e sistemas.
Contendo heurísticas para a solução de problemas, cujas fontes originais de informações são patentes, a teoria faz uso de efeitos descobertos nas ciências naturais e na engenharia para a solução de problemas e orienta o levantamento e utilização de conhecimentos referentes ao domínio do problema específico a ser solucionado.
Uma parte importante da teoria tem sido dedicada a revelar  padrões de evolução e um dos objetivos  perseguido pelos principais profissionais da TRIZ tem sido o desenvolvimento de uma abordagem algorítmica para a invenção de novos sistemas, além do refinamento dos já existentes.
A teoria inclui uma metodologia prática, conjuntos de ferramentas, uma base de conhecimento e tecnologia baseada em modelo, para a geração de novas ideias e soluções para resolução de problemas. Destina-se  à aplicação na formulação de problemas, análise de sistemas, análise de falhas, e padrões de evolução de sistemas.
TRIZ é, portanto,  uma ferramenta de resolução de problemas, análise e previsão, derivada do estudo  de padrões de invenção na literatura global de patentes; uma metodologia sistemática para a solução inventiva de problemas, orientada ao ser humano e baseada em conhecimento. 
A TRIZ é orientada ao ser humano porque suas heurísticas são para uso humano, não computacional, especialmente eficazes na solução conceitual de problemas em que o computador não consegue competir com o cérebro humano. Contém métodos estruturados para orientar a solução de problemas e considera a situação problemática, a solução e o processo de solução como sistemas.
Além de defini-la como metodologia, é possível entender a TRIZ em níveis mais altos, como sendo uma filosofia, uma ciência, o estudo da excelência ou, em níveis mais baixos, como um conjunto de métodos para a formulação e resolução de problemas.

## História
Em sua forma clássica, a TRIZ foi desenvolvida pelo inventor e escritor de ficção científica soviético Genrich Altshuller e seus colaboradores. Ele começou a desenvolver a TRIZ em 1946, enquanto trabalhava no departamento  de "Inspeção de Invenções" da flotilha da Marinha Soviética no Mar Cáspio. Seu trabalho era ajudar na abertura de propostas de invenção, corrigi-las e documentá-las, bem como preparar requerimentos ao escritório de patentes. Durante esse tempo, ele percebeu que um problema requer uma solução inventiva quando há uma contradição não resolvida, ou seja, quando a melhoria de um parâmetro causa impacto negativo sobre outro. Mais tarde, ele chamou a isto de "contradições técnicas".
O trabalho do qual mais tarde resultou a TRIZ foi interrompido em 1950, devido à  prisão e condenação de Altshuller a 25 anos no Gulag. A prisão foi parcialmente provocada pelas cartas que ele e Raphael Shapiro enviaram para Stalin, ministros e jornais sobre certas decisões tomadas pelo governo soviético, que eles acreditavam estar erradas. Altshuller e Shapiro foram libertados após a morte de Stalin em 1953 e voltaram para Baku.
O primeiro artigo sobre TRIZ, intitulado "Sobre a psicologia da criação inventiva", foi publicado em 1956 na revista "Questões em Psicologia" (Voprosi Psichologii).
Em 1969 Altshuller havia revisado cerca de 40.000 resumos de patentes, a fim de descobrir de que forma a inovação havia acontecido e desenvolveu os conceito de contradições técnicas, o conceito de idealidade de um sistema, a matriz de contradição e os 40 princípios da invenção. Nos anos que se seguiram, ele desenvolveu os conceitos de contradições físicas, análise SuField (análise estrutural de substância-campo ), soluções padrão, várias leis da evolução dos sistemas técnicos e diversas outras abordagens teóricas e práticas.
Em 1971 Altshuller convenceu a Sociedade dos Inventores a estabelecer em Baku a primeira unidade de ensino de TRIZ, chamada de Instituto Público  para Criação Inventiva do Azerbaijão e o primeiro laboratório de pesquisa em TRIZ chamado de Laboratório Público para Criação Inventiva. Altshuller foi nomeado o chefe do laboratório pela Sociedade dos Inventores. O laboratório foi o incubador do movimento TRIZ e, nos anos seguintes, outros institutos de ensino de TRIZ foram estabelecidos em todas as grandes cidades da URSS. Em 1989, a Associação TRIZ foi formada, tendo Altshuller sido escolhido como seu presidente.
Após o fim da guerra fria, as ondas de emigrantes da antiga União Soviética levaram a  TRIZ para outros países e chamaram a atenção para ela no exterior.    Em 1995, o Instituto Altshuller para Estudos de TRIZ foi criado em Boston, EUA.

## Princípios Básicos da TRIZ
A TRIZ apresenta uma abordagem sistemática para a análise de problemas desafiadores, onde a inventividade é necessária, e para isso oferece uma gama de estratégias e ferramentas que ajudam a encontrar soluções criativas. Um dos primeiros resultados da sólida pesquisa  em que a teoria se baseia foi a conclusão de que a grande maioria dos problemas que exigem soluções criativas normalmente reflete uma necessidade de ajustar ou superar um dilema entre dois elementos contraditórios. O objetivo central da análise baseada em TRIZ é aplicar sistematicamente suas estratégias e ferramentas para encontrar boas soluções, que sejam capazes de resolver a necessidade de ajuste ou equilibrio entre esses dois elementos.
No início nos anos 1970, duas décadas de  pesquisas cobrindo centenas de milhares de patentes haviam confirmado a visão inicial de Altshuller sobre os padrões de soluções inventivas e uma das primeiras ferramentas de análise foi publicada, sob a forma de 40 princípios inventivos, que se mostraram responsáveis por praticamente todas os patentes que apresentaram soluções verdadeiramente inovadoras. Seguindo esta abordagem, a "solução típica" mostrada no diagrama pode ser encontrada definindo-se a contradição que precisa ser resolvida e, sistematicamente, avaliando quais dos 40 princípios podem ser aplicados, para proporcionar uma solução específica, que irá superar a contradição em questão, permitindo uma solução que esteja mais próxima do "resultado final ideal".
A combinação de todos esses conceitos juntos - a análise da contradição, a busca de uma solução ideal e a busca por um ou mais dos princípios para superar a contradição, são os elementos-chave de um processo que é projetado para ajudar o inventor a se envolver com intencionalidade e foco.

Uma das ferramentas que evoluiu como  extensão dos 40 princípios foi uma matriz de contradição, na qual os elementos contraditórios de um problema foram classificados de acordo com uma lista de 39 fatores, que poderiam impactar um no outro. A combinação de cada par destes 39 elementos, por exemplo, o peso de um objecto estacionário, a utilização de energia por um objecto em movimento, a facilidade de reparação etc, é transportada para uma matriz. Cada um dos 39 elementos é representado nas linhas, enquanto os elementos que o afetam  negativamentesão representados nas colunas. Com base na pesquisa e análise de patentes, onde soluções  foram anteriormente encontradas para resolver um conflito entre dois dos elementos, as células correspondentes na matriz contêm tipicamente um subconjunto de três ou quatro princípios que foram aplicadas com mais freqüência em soluções inventivas que resolveram as contradições entre esses dois elementos.
O principal objetivo da matriz de contradição foi simplificar o processo de seleção do Princípio mais adequado para resolver uma contradição específica. Até 1973, ela foi o núcleo de todas as modificações do ARIZ, acrônimo da expressão "Algoritmo para Resolução Inventiva de Problemas", em russo. Em 1973, após a introdução do conceito de contradições físicas e da criação da análise SuField, Altshuller  parou de trabalhar na matriz de contradição, percebendo que era uma ferramenta ineficiente, comparada aos novos conceitos. Para começar, a  matriz de contradição ARIZ-71c deixou de ser o núcleo do ARIZ, por não ser a  ferramenta para a solução de problemas criativos que Altshuller passou a acreditar que se devia buscar. Contradições físicas e princípios de separação, assim como a análise SuField e outros, tornaram-se o núcleo. Apesar disso, os 40 princípios mantiveram-se como a ferramenta mais popular ensinada em seminários introdutórios e a que  sistematicamente mais tem atraído a atenção das dezenas de milhares de pessoas que visitam websites com foco em TRIZ, em um mês comum. Por isso, muitos dos que aprendem TRIZ ou que frequentaram seminários sobre o assunto são ensinados erradamente que ela é composta principalmente dos 40 princípios e da matriz de contradição, quando na  verdade é o ARIZ que constitui a metodologia central da TRIZ.
ARIZ é uma abordagem algorítmica para encontrar soluções criativas, identificando e resolvendo contradições. Isto inclui o "sistema de soluções criativas padrão" que Altshuller usou para substituir os 40 princípios e a matriz de contradição. Ele consiste na modelagem SuField  e em 76 padrões criativos. Uma série de programas de computador baseados em TRIZ foram desenvolvidos com o objetivo de auxiliar engenheiros e inventores a encontrar soluções criativas para problemas tecnológicos. Alguns desses programas também são projetados para aplicar outra metodologia TRIZ, cujo objetivo é revelar e prever situações de emergência, antecipando circunstâncias que possam levar a resultados indesejáveis.
Um dos ramos importantes da TRIZ tem o foco em analisar e prever as tendências de evolução das características que as soluções existentes têm probabilidade de desenvolver em gerações sucessivas de um sistema.

## Fundamentos

### Termos básicos
- Resultado final ideal  (RFI) - a solução perfeita, utópica, final de um problema, que leva, por si só, à obtenção do resultado desejado;
- Contradição administrativa - contradição entre as necessidades e as habilidades e competências;
- Contradição técnica - uma dependência inversa entre parâmetros e características de uma máquina ou tecnologia;
- Contradição física - requisitos físicos opostos ou contraditórios referentes a um objeto;
- Princípio da separação - um método de resolver contradições físicas, separando requisitos contraditórios;
- Vepol or Sufiel - um sistema técnico mínimo constituído por dois objetos materiais, ou "substâncias"/"substances", e um "campo"/"field". "Campo" é a fonte de energia, enquanto que uma das substâncias é a "transmissão" e outra é a "ferramenta";
- Fepol or Ferfiel - um tipo de  Vepol/Sufiel onde as  "substâncias" são objetos ferromagnéticos;
- Nível de invenção;
- Solução padrão - uma solução inventiva padrão de nível  mais alto;
- Leis da evolução de sistemas técnicos;
- Algoritmo para resolução inventiva de problemas (ARIZ) - combina vários métodos especializados da TRIZ em uma ferramenta universal;

### Identificando um problema: contradições
Altshuller mostrou que as contradições entre dois ou mais elementos, um dos conceitos básicos da TRIZ, encontram-se na essência de alguns problemas inventivos, tais como: "se queremos mais aceleração, precisamos de um motor maior, mas isso vai aumentar o custo de o carro ". Assim, obter mais de algo desejável também  faz com que se obtenha  mais de algo menos desejável, ou se obtenha menos de uma outra coisa  também desejável.
Estas são as chamadas contradições técnicas de Altshuller. Ele também definiu as chamadas contradições físicas ou inerentes: mais de uma coisa e menos da mesma coisa podem ser desejáveis no mesmo sistema. Por exemplo, uma temperatura mais elevada, pode ser necessária para fundir um composto mais rapidamente, mas uma temperatura mais baixa seria necessária, também,  para se obter uma mistura homogênea.
Uma situação inventiva, que nos desafia a ser criativos, pode envolver várias dessas contradições. As soluções convencionais normalmente "negociam" um parâmetro contraditório com outro, mas, para isso, nenhuma inventividade especial é necessária. Em vez de negociar, o inventor deveria desenvolver uma abordagem criativa para resolver a contradição, como, por exemplo, uma máquina que produzisse mais aceleração, sem aumentar o custo do motor.

### Princípios inventivos e a matriz de contradições
Altshuller selecionou patentes, a fim de descobrir que tipo de contradições foram resolvidas ou eliminadas pela invenção e como isto tinha sido alcançado. A partir delas, ele desenvolveu um conjunto de 40 princípios inventivos e, posteriormente, uma matriz de contradições. As linhas da matriz indicam as  39 características de um sistema que geralmente se deseja melhorar, tais como a velocidade, o peso, a precisão de medida e assim por diante. As colunas da matriz referem-se a resultados típicos indesejáveis. Cada célula da matriz mostra os princípios utilizados  com mais frequência em patentes, para  resolver aquela contradição.
Dolgashev, por exemplo, menciona a seguinte contradição: aumentar a precisão da medição de bolas cosidas à máquina, evitando o uso de microscópios caros e elaborados equipamentos de controle. A célula da matriz, na linha "precisão de medição" e na coluna "complexidade do controle", aponta para vários princípios, entre eles o Princípio da Cópia, que afirma: "Use uma cópia óptica simples e barata, com uma escala adequada, em vez de  objetos  complexos, caros, frágeis ou inconvenientes para operar". A partir deste princípio geral de invenção, a seguinte idéia pode resolver o problema: tomar uma imagem de alta resolução da bola. Uma tela com uma grade pode fornecer a medida necessária.
Como mencionado anteriormente, Altshuler abandonou este método de definição e resolução de contradições "técnicas" em meados da década de 1980. Começou a usar em seu lugar a modelagem SuField, os 76 padrões criativos e uma série de outras ferramentas incluídas no ARIZ, algoritmo para resolução inventiva de problemas.

### Leis da evolução dos sistemas técnicos
Altshuller também estudou a forma pela qual  os sistemas técnicos foram desenvolvidos e aprimorados ao longo do tempo. A partir daí, ele descobriu várias tendências, as chamadas Leis da Evolução dos Sistemas Técnicos, que ajudam os engenheiros a prever quais as melhorias mais prováveis que podem ser feitas para um determinado produto. A mais importante dessas leis envolve a convergência para a idealidade de um sistema.   Existem dois conceitos de idealidade: idealidade como um caminho que conduz à evolução de um sistema técnico e idealidade como sinônimo de "resultado final ideal", que é um dos conceitos básicos da TRIZ.
Em seu trabalho pioneiro de 1975, Altshuller subdividiu todas as leis da evolução de sistemas técnicos em 3 categorias: 
- Estáticas - descrevem os critérios de viabilidade de sistemas técnicos recém-criados.
- Cinemáticas - definem como os sistemas técnicos evoluem independentemente das condições.
- Dinâmicas - definem como sistemas técnicos evoluem sob condições específicas.

### Análise substância-campo - SuField
Outra técnica usada freqüentemente por inventores envolve a análise de substâncias, campos e outros recursos, que nao estão  sendo  utilizados naquele momento e  podem ser encontrados dentro do sistema ou em suas  proximidades. A TRIZ usa definições não-padrão para as substâncias e campos. Altshuller desenvolveu métodos para analisar recursos; vários dos seus princípios da invenção envolvem a utilização de diferentes substâncias e campos que ajudam a resolver as contradições e aumentar a idealidade de um sistema técnico. Por exemplo, sistemas de videotexto usaram os sinais de televisão para transferir dados, aproveitando para isto os pequenos segmentos de tempo entre os "frames" transmitidos pela TV. 
A Análise SuField produz um modelo estrutural do sistema tecnológico inicial, expõe as suas características, e, com a ajuda das leis especiais, transforma o modelo do problema. Através desta transformação, revela-se a estrutura da solução que elimina os inconvenientes do  problema inicial. A análise SuField é uma linguagem especial de fórmulas, por meio da qual é possível descrever facilmente qualquer sistema tecnológico,  em termos de um modelo estrutural específico. Um modelo produzido desta forma é transformado de acordo com as leis especiais e regularidades, revelando assim a solução estrutural do problema.

### ARIZ - Algoritmo para Resolução Inventiva de Problemas
ARIZ é o acrônimo em russo para  алгоритм решения изобретательских задач - АРИЗ, ou algoritmo para resolução inventiva de problemas. Trata-se de uma lista de cerca de 85 procedimentos passo-a-passo, para resolver problemas complicados de invenção, onde outras ferramentas de TRIZ sozinhas, (análise SuField, 40 princípios inventivos e outras), não são suficientes. 
Diversos softwares TRIZ   são baseados neste algoritmo. Entre eles estão  Invention Machine's Goldfire, Ideation International, Guided Innovation Toolkit, TriSolver, Innovation Suite e TRIZ GB.
A partir de uma matriz  de contradições atualizada, análise semântica, subcategorias de princípios inventivos e listas de efeitos científicos, algumas novas aplicações interativas são também  tentativas de simplificar a fase de formulação do problema e a transição de um problema genérico para um conjunto de soluções específicas. (Ver a seção de ligações externas para mais detalhes.)

## Bases de efeitos TRIZ
Para facilitar a aplicação prática da TRIZ na resolução de problemas, bases de dados de efeitos foram desenvolvidas ao longo dos últimos anos . Essas bases normalmente implementam um subconjunto da metodologia TRIZ, e ajudam a responder perguntas técnicas como, por exemplo, “Como mover líquido?”, “Como transformar energia mecânica em química”, “Como aumentar a temperatura?” etc. Os efeitos descritos nessas bases de dados TRIZ dizem respeito à aplicação ou obtenção de efeitos científicos ou físicos para a solução de problemas inventivos, com base nos princípios da TRIZ.  
Os modelos de solução são especificados basicamente a partir da relação entre tarefa (task), alvo (target) e efeito (effect). A tarefa é uma ação a ser realizada para solucionar um dado problema. O alvo identifica o objeto ou matéria à qual a tarefa será aplicada. O efeito é o princípio científico ou fenômeno físico a ser obtido na resolução do problema. Na pergunta “Como transformar energia mecânica em química?” do exemplo anterior, “transformar energia mecânica” é a tarefa, “energia química” é o alvo e, para essa relação, existe um conjunto de efeitos associados - ou possibilidades de solução -, como uso de acumulador, soldagem por explosão, soldagem por fricção etc .  

## Utilização dos Métodos TRIZ na Indústria
Nenhuma empresa jamais mencionou o uso de TRIZ em seus lançamentos oficiais. Vários promotores da TRIZ, porém, relataram que as empresas de automóveis Ford e Daimler-Chrysler, a Johnson & Johnson, a  empresa aeronáutica Boeing, a NASA, as empresas de tecnologia Hewlett Packard, Motorola, General Electric, Xerox, IBM, LG, Samsung, Procter and Gamble, Expedia e Kodak usaram métodos TRIZ em alguns projetos.    

## Modificações e Derivados
1. SIT (Systematic Inventive Thinking) - Pensamento Inventivo Sistemático
2. ASIT (Advanced Systematic Inventive Thinking) - Pensamento Inventivo Sistemático Avançado
3. USIT (Unified Structured Inventive Thinking) - Pensamento Inventivo Estruturado Unificado
4. JUSIT (Japanese Unified Structured Inventive Thinking) - versão japonesa do USIT
5. TRIZICS - Metodologia para aplicação sistemática da TRIZ

## Livros de Altshuller sobre TRIZ
- Altshuller, Genrich (1999). The Innovation Algorithm: TRIZ, systematic innovation, and technical creativity. Worcester, MA: Technical Innovation Center. ISBN 0-9640740-4-4.
- Altshuller, Genrich (1984). Creativity as an Exact Science. New York, NY: Gordon & Breach. ISBN 0-677-21230-5.
- Altshuller, Genrich (1994). And Suddenly the Inventor Appeared. translated by Lev Shulyak. Worcester, MA: Technical Innovation Center. ISBN 0-9640740-2-8.
- Altshuller, Genrich (2005). 40 Principles:Extended Edition. translated by Lev Shulyak with additons by Dana Clarke,Sr. Worcester, MA: Technical Innovation Center. ISBN 0-9640740-5-2.